# Villa Grahl

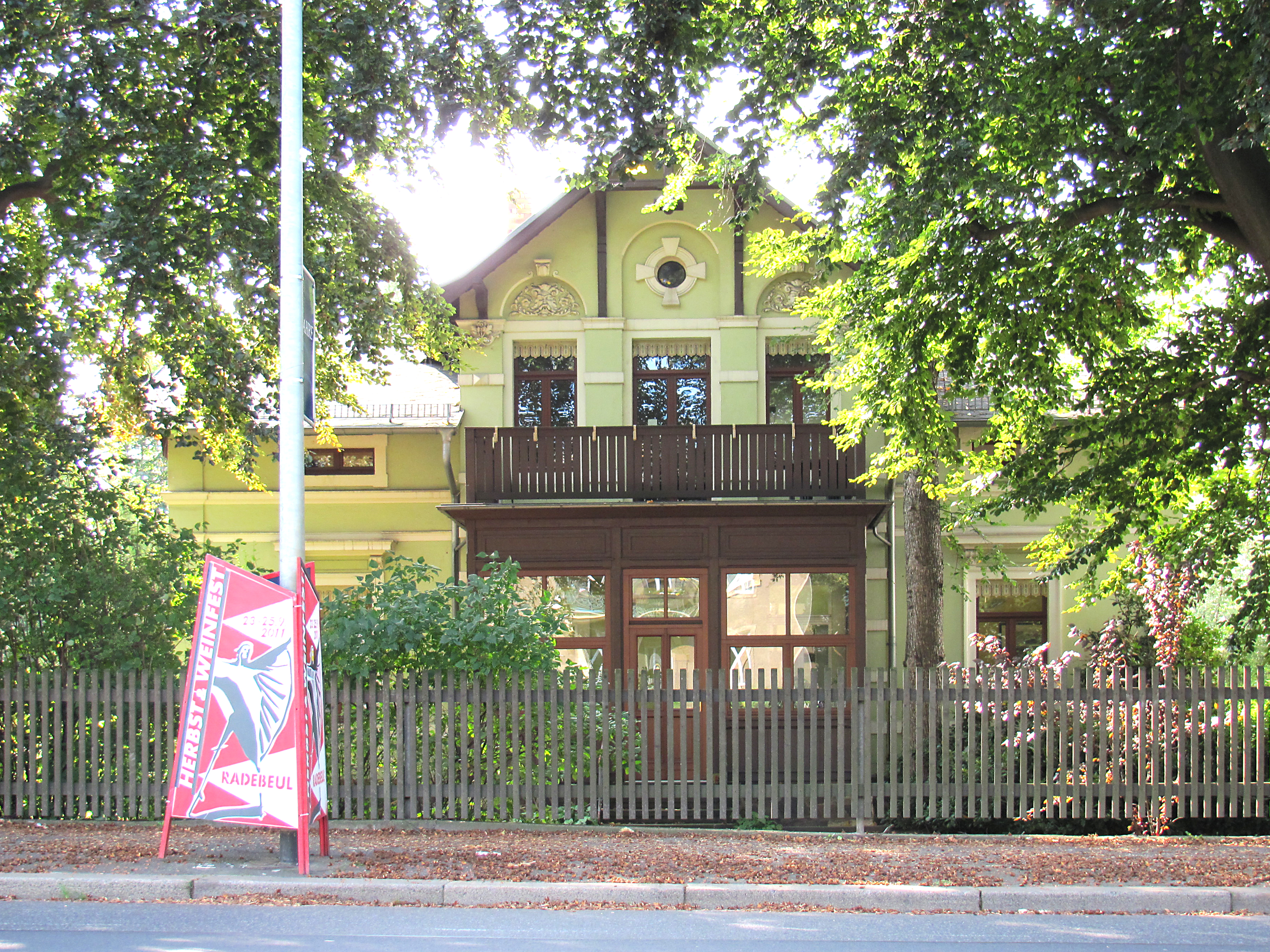
Villa Grahl

Die Villa Grahl steht auf der Südseite der Meißner Straße 103 in der Gemarkung Radebeul der sächsischen Stadt Radebeul. Sie wurde 1891 für den Hauptmann Emil Grahl durch das Baugeschäft F. W. Eisold errichtet.

## Beschreibung
Die unter Denkmalschutz stehende landhausartige Villa befindet sich zwischen Lutherkirche und Wasapark. Grahls Grundstück grenzte an das von Lorenzo Riese an, dessen weitläufiges Villengrundstück an der ehemaligen Einmündung der Riesestraße in die Meißner Straße heute durch einen Verwaltungsbau aus DDR-Zeiten überbaut ist.
Das traufständige, eingeschossige Wohnhaus mit Drempel und verschiefertem Satteldach wird mittig durch einen rechtwinklig dazu ausgerichteten zweiten Baukörper durchdrungen, dessen Dachfirst etwas höher ist. Dieser zweigeschossige Baukörper hat ebenfalls ein Satteldach, wodurch in der Straßenansicht der Eindruck eines Mittelrisalits mit Sparrengiebel entsteht.
Vor der symmetrisch angelegten Straßenansicht steht ein hölzerner Verandavorbau mit Austritt obenauf, auf der Gebäuderückseite befindet sich ein hölzerner Eingangsvorbau. Der auf einem Bruchsteinsockel stehende Putzbau wird durch Putzbänder, Ecklisenen, Sandsteingliederungen mit horizontalen Verdachungen und Stuckornamentik geschmückt.